# Moleno
Moleno est une localité et une ancienne commune suisse du district de Bellinzone, dans le canton du Tessin.

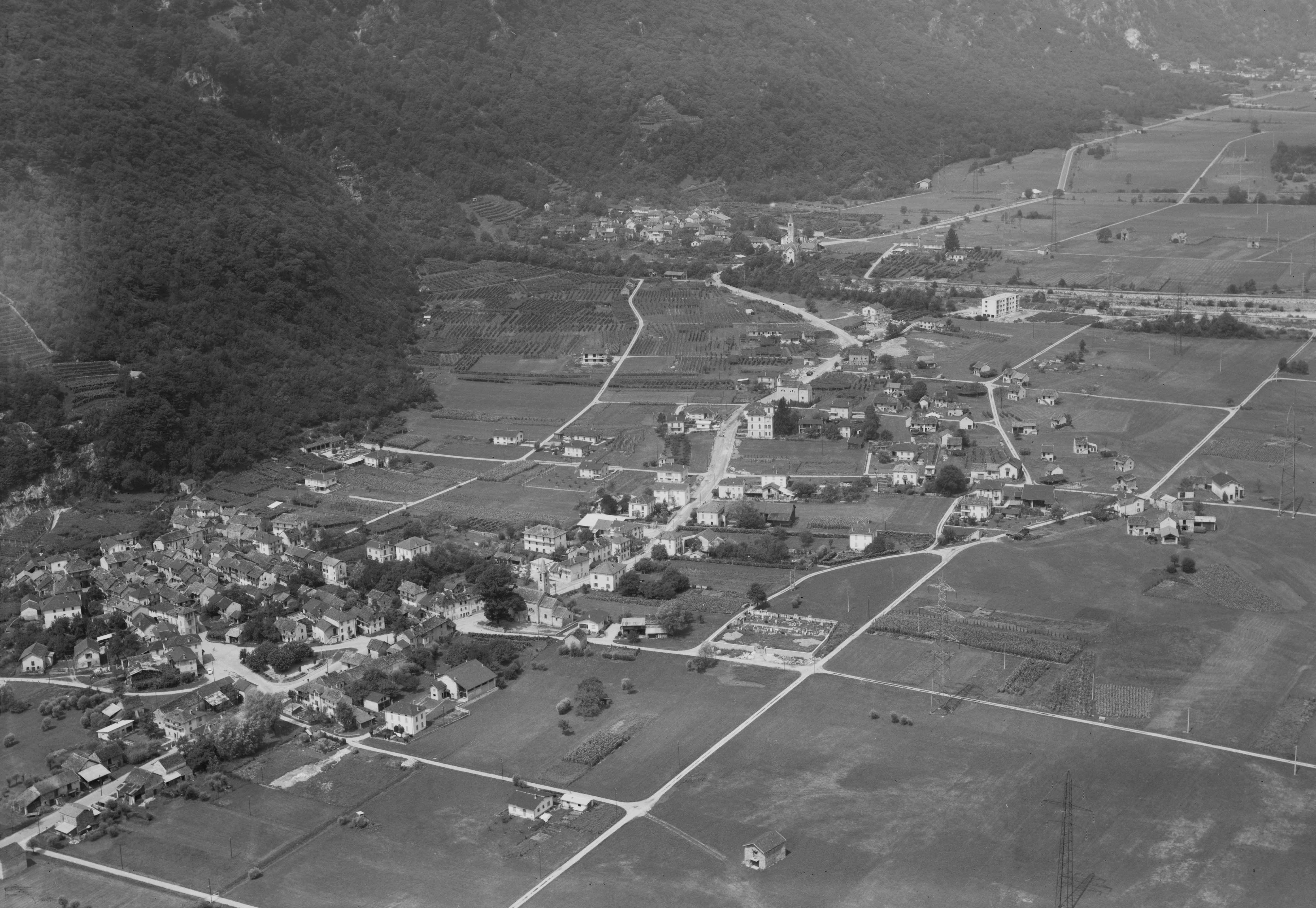
Photo aérienne (1964)

Le 2 avril 2017, elle est rattachée à la commune de Bellinzone.